# いいコト! 見たい! 知りたい! 出かけたい!
いいコト! 見たい! 知りたい! 出かけたい!（いいコト! みたい! しりたい! でかけたい!）は、2011年10月8日から2021年3月27日まで岩手朝日テレビで放送されていたローカル番組。

## 番組概要
- これまで金曜夕方や土曜昼に放送されていた生ワイド情報番組を土曜午前に移動し、週末に役立つ岩手の旬の観光・グルメなどの話題を届ける番組。開始当初の放送枠は10:25まで（週により10:50まで枠大）だったが、2013年4月6日より10:50までに拡大[1]。2017年11月4日には朝7時台にも拡大し、現在に至る。
- バーチャルスタジオを使用している。ただしクロマキーの都合で常設セットに移動することがあった（緑系統の色がある商品を紹介するとき）。
- 新聞ラテ欄及び電子番組表（Gガイド）における記載題名は「いいコト!」となっていた。
- 「朝だ!生です旅サラダ」（朝日放送テレビ制作）で岩手県内からのANN全国中継があった場合、そちらに出演したIATアナウンサーやタレント（ラッシャー板前）[2]が当番組の中継コーナーに引き続き出演していた。

## 放送日時
- 毎週土曜 7:25 - 8:00（「ちょっといいコト! 土曜は朝から生放送」）
- 毎週土曜 9:30 - 10:45（「いいコト! 見たい! 知りたい! 出かけたい!」）

※毎年7月に開催の「夏の高校野球岩手大会実況中継」期間中は当番組が休止となる。放送局全体が期間中、高校野球中継に注力するため。当番組に出演しているIATアナも実況及び各球場リポートを担当していた。
放送当日が雨天中止順延や休養日となっても当番組は休止となり、スタジオ部分を事前収録した総集編や、ほかの単発特番などで穴埋めする。早期に試合日程が終了した場合でも放送休止する場合があった（雨天順延を見越した放送スケジュールを組むため）。
2017年11月から、朝7時台に進出。「旅サラダ」をサンドイッチする形となり、一部コーナーは7時台に移された。ただし「いいコト!」「旅サラダ」は一つの番組（コンプレックス枠）とはせず、それぞれ別番組としていた。

## 主なコーナー
☆…「ちょっと -」で放送するコーナー（本編と重複するものもある）
- コロコロジャーニー - 出演者が生放送中にサイコロを振ってロケを行う県内市町村を決め、実際のロケで出向いた場所でもサイコロを振る。出た目に応じて視聴者プレゼントとなった。
- いい★コレ! - 店舗等のPRをまとめて紹介していた[4]。
- いわて1Week☆ - 「Jチャンネルいわて」で放送した1週間の県内ニュースを紹介していた。
- 中継 - 店舗やイベント会場からの生中継。高野らリポーターは、なんらかの扮装をするのが通例。
- 天気予報☆
- いいコト！5コールチャンス - キーワード回答により1万円分クオカードプレゼント。

過去
- スーパーニュウニュウの「道の駅全制覇」☆
- わらしべジャーニー - 出演者が県内市町村に出向き、番組グッズから始める物々交換をしていきながらそのまちの魅力を伝えていた。

## 出演者
以下のいずれか3～4名がスタジオMCを務め、1～2名が中継リポーターとなる。取材VTRは全員が担当している。★…岩手朝日テレビアナウンサー
- 相埜裕樹（スタジオMC）★
- 市橋里音奈（スタジオMC）★
- 前田拓磨（中継リポーター）★
- 照井七瀬（中継リポーター、〔不定期〕スタジオMC）★
- 吉田有希（ちゃんゆき）（タレント、中継リポーター）
- 高野真一郎（タレント、中継リポーター、ディレクター）
- アンダーエイジ（岩手住みます芸人、ゲスト及び中継リポーター。2017年～）

### 不定期出演
- マギー審司（タレント、中継・VTRリポーター）
- スギちゃん（同上）
- 塩地美澄（同上）
- ラッシャー板前（タレント、「朝だ!生です・旅サラダ」内で中継があった週に出演）

### その他の出演者
- 畑山綾乃（MC、2017年9月30日まで）★〔当時〕
- 畠山純奈
- 神賀理沙（タレント、中継リポーター）
- 中尾考作（MC、2019年3月まで）★

## テーマ曲等
- テーマ曲「トレイシー」カフ・リンクス
- 天気予報等のBGM「恋しいビキナ」ポール・モーリア